# Gonzalo Fernández de Córdoba
Gonzalo Fernández de Córdoba y Enríquez de Aguilar (Montilla, 1 de septiembre de 1453-Granada, 2 de diciembre de 1515), conocido como el Gran Capitán, fue un noble y militar español que alcanzó el rango de capitán general de los ejércitos de Castilla y Aragón por sus batallas durante la Guerra de Granada (1482-1492) y especialmente, por la primera guerra italiana (1494-1498) y la Guerra de Nápoles (1501-1504), cuyos méritos le convirtieron en virrey de Nápoles entre 1504 y 1507, además de ser nombrado duque de Santángelo, Terranova, Andría, Montalto y Sessa. También fue caballero y comendador de la Orden de Santiago. Finalmente regresó a Castilla y sus últimos días ocupó la alcaldía de Loja, trasladándose a Granada unos meses antes de su fallecimiento.
Estratega, táctico y estadista, se le considera el pionero de la guerra moderna, habiendo reformado extensivamente los ejércitos ibéricos para aprovechar el poder de las armas de fuego en manos de la infantería. Sus innovaciones producirían el germen de los tercios españoles y la hegemonía en los campos de batalla de Europa durante más de siglo y medio. Convertido en un general de prestigio internacional, mantuvo estrechas relaciones diplomáticas no sólo con la corona de Castilla y Aragón, sino con los mandatarios de los Estados Pontificios, el Sacro Imperio Romano Germánico y las distintas repúblicas italianas, de manera que su persona fuera "...la más estimada que hubo en aquellos tiempos, pues tales príncipes, o deseaban tenerle por amigo, o recelaban que les fuese enemigo."
En su honor, el moderno tercio de la Legión Española acuartelado en Melilla lleva su nombre.

## Juventud
Capitán castellano nacido en el castillo de Montilla, perteneciente al señorío de Aguilar, estuvo al servicio de los Reyes Católicos. Pariente de Fernando el Católico y miembro de la nobleza castellana (perteneciente a la Casa de Aguilar), era hijo segundo de Pedro Fernández de Aguilar, V señor de Aguilar de la Frontera y de Priego de Córdoba, que murió muy mozo, y de Elvira de Herrera y Enríquez, prima de Juana Enríquez, reina consorte de Aragón, ya que era hija de Pedro Núñez de Herrera, señor de Pedraza y de Blanca Enríquez de Mendoza, que fue hija del almirante Alfonso Enríquez (hijo de Fadrique Alfonso de Castilla) y de Juana de Mendoza «la Ricahembra».
Gonzalo y su hermano mayor Alfonso Fernández de Córdoba se criaron en Córdoba al cuidado de Pedro de Cárcamo. Siendo niño fue incorporado como paje al servicio del príncipe Alfonso de Castilla, hermano de la luego reina Isabel I de Castilla, y a la muerte de este, pasó al séquito de la princesa Isabel. La hermana de ambos, conocida con el nombre de Leonor de Arellano y Fernández de Córdoba, se casaría con Martín Fernández de Córdoba, alcaide de los Donceles.

## Guerra de Granada

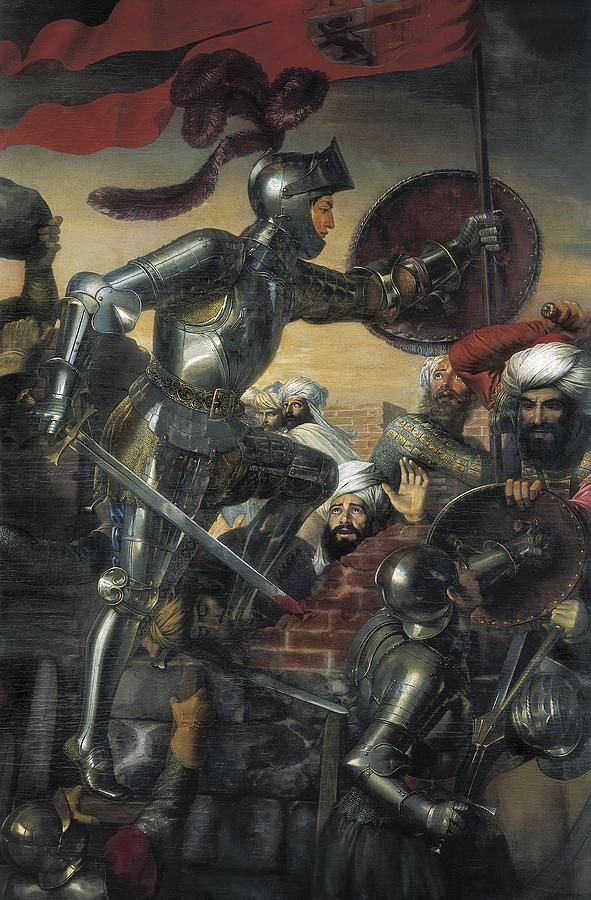
El Gran Capitán en el asalto a Montefrío. Obra de José de Madrazo.

Fiel a la causa isabelina, inició la carrera militar que le correspondía a un segundón de la nobleza en la guerra de sucesión castellana. En la batalla de Albuera, en 1479, contra los portugueses ya aparece su nombre distinguido entre los más notables guerreros en las filas del maestre de la Orden de Santiago, Alonso de Cárdenas. En este tiempo fue designado Voz y Voto Mayor del Cabildo de Córdoba y contrajo matrimonio con su prima Isabel de Montemayor, hija del señor del Carpio, que moriría pronto al dar por primera vez a luz. Como regalo de boda su hermano le había regalado la alcaldía de Santaella. Allí cayó prisionero de su primo y enemigo Diego Fernández de Córdoba y Montemayor, I conde de Cabra, que lo tuvo encerrado en el castillo de Cabra hasta su liberación en 1476 por la intercesión de los Reyes Católicos.
Pero fue en la larga Guerra de Granada, donde sobresalió como soldado en el sitio de Tájara (plaza que también se conoce como castillo de Tajarja o torre de Tájara, situada en el actual pago de las Torres de Huétor Tájar, Granada), donde demostró dotes de mando, así como ingenio práctico al idear una máquina de asedio hecha con las puertas de las casas para proteger el avance de las tropas. Pero las acciones que más lo distinguieron fueron las conquistas de Íllora, Montefrío, donde mandó el cuerpo de asalto y fue el primero que subió a la muralla a la vista del enemigo y Loja donde hizo prisionero al monarca nazarí Boabdil que se entregó tras pedir piedad para los vencidos y moradores. Acompañado de Gonzalo Fernández de Córdoba, a quien terminaría considerando su amigo, se presentó ante el rey Fernando y se arrojó a sus pies. En 1486 fue nombrado alcaide de Íllora con la misión de fomentar las disensiones entre Boadbil, que era apoyado por los Abencerrajes y el Zagal.
En estos años contrajo segundas nupcias en el Palacio de Portocarrero de Palma del Río con María Manrique de Lara y Espinosa, Dama de la Reina Isabel, del linaje de los duques de Nájera con quien tuvo dos hijas: Beatriz y Elvira Fernández de Córdoba, siendo la última su heredera.

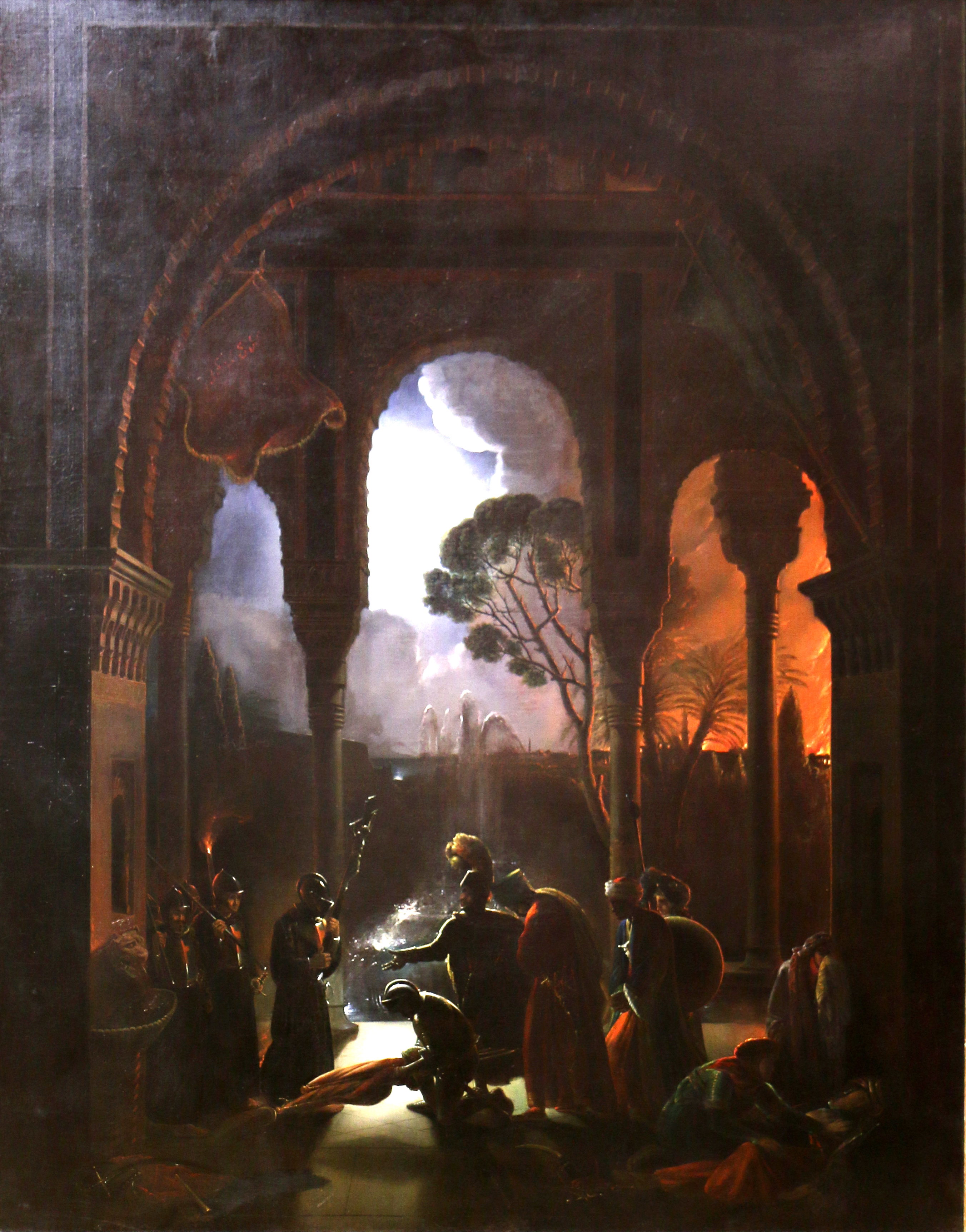
El Gran Capitán en la toma de la Alhambra, obra de Augustín de Forbin, 1831.

Su carrera estuvo a punto de cortarse en una escaramuza nocturna delante de Granada que tuvo lugar antes de la conclusión de la guerra; porque habiendo caído de su caballo en medio de la refriega hubiese perecido de no ser por un leal servidor de la familia que montándole en su caballo entregó su vida por la de su señor. Espía y negociador, se hizo cargo de las últimas negociaciones con el monarca nazarí Boabdil para la rendición de la ciudad a principios de 1492, aunque trabaron gran amistad e incluso acompañó al monarca en su exilio a Fez en 1494. En recompensa por sus destacados servicios, recibió una encomienda de la Orden de Santiago, el señorío de Órgiva, y determinadas rentas sobre la producción de la seda granadina, lo cual contribuyó a engrandecer su fortuna.

## Primera expedición a Italia

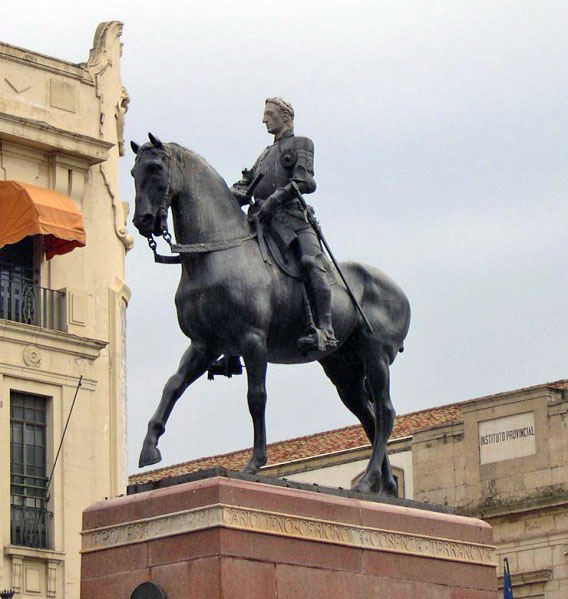
Monumento al Gran Capitán, por Mateo Inurria, en la plaza de las Tendillas de Córdoba.

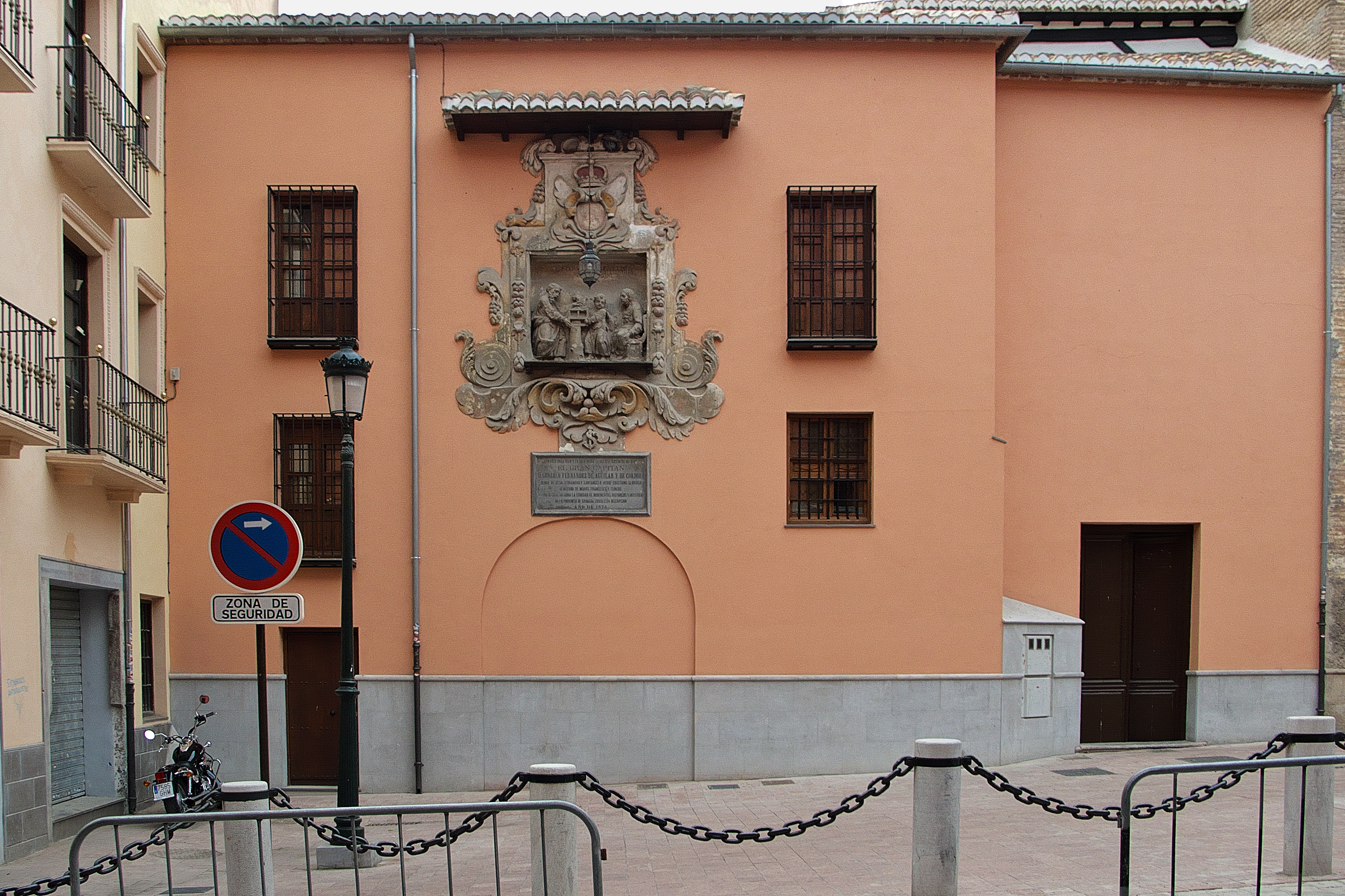
Casa del Gran Capitán en Granada.

### Antecedentes
En 1494 fallece el rey Fernando I de Nápoles, hijo de Alfonso V de Aragón, y es proclamado rey su hijo Alfonso II de Nápoles.
Carlos VIII de Francia decide que, para reconquistar los Santos Lugares (objetivo principal de muchos reyes coetáneos), debía conquistar los territorios de Italia. Para cubrirse las espaldas, firmó con el rey Fernando un tratado secreto, que, en las cláusulas difundidas, era una alianza contra los turcos, pero, en secreto, fue una alianza de amistad. Es decir, España no se interpondría a Francia en sus guerras salvo contra el Papa, lo mismo que haría Francia. Pero cuando Fernando descubrió las intenciones de Carlos VIII, actuó hábilmente, considerando a Nápoles un territorio infeudado al Papa, y por lo tanto, de su incumbencia. Fernando II de Aragón inicia una ofensiva diplomática para ayudar a su pariente, consiguiendo la aprobación del Papa de Roma y de Florencia y la neutralidad de Venecia.

### Preparativos
En 1495 se convoca a los puertos del Cantábrico y de Galicia para que aporten naves que debían concentrarse en Cartagena y Alicante, y ponerse a las órdenes de Galcerán de Requesens y Joan de Soler, conde de Trivento y general de las galeras de Sicilia.
Se reúnen sesenta naves y veinte leños, y embarcan 6000 soldados de a pie y 700 jinetes. Gonzalo Fernández de Córdoba se pone al frente de la expedición. Salen a la mar con mal tiempo, y el convoy se divide en dos. El grupo de vanguardia, el de Requesens, llega a Sicilia, donde espera en Mesina la llegada de los transportes con las tropas, que llegan el 24 de mayo, donde recibe por completo a la familia real napolitana.

### La campaña
Gonzalo trasladó la flota a Calabria, entrando en el Reino de Nápoles y ocupando Regio de Calabria y los pueblos circundantes. Su primer encuentro ante el ejército francés fue desafortunado, viéndose obligado por el monarca Alfonso II de Nápoles a conceder batalla cuando el castellano no lo veía conveniente, lo que se saldó con la derrota aliada en la Batalla de Seminara de 1495. Seminara sería la primera y última derrota de Fernández de Córdoba, ya que sirvió de estímulo para sus reformas militares en el contingente italoespañol y de acicate a la aristocracia para confiar en su consejo.
Durante el resto de la campaña, Fernández de Córdoba maniobró con gran habilidad y obtuvo varios éxitos, entre los que se incluyen el Asedio de Atella en verano de 1496, mientras Requesens se presentó con sus galeras frente a la ciudad de Nápoles. El duque de Montpensier, lugarteniente de Carlos VIII, decide salir de las murallas de la ciudad para evitar el desembarco, y el pueblo de Nápoles, al ver salir a las tropas francesas, se subleva, teniendo que refugiarse los pocos franceses que quedaban en los castillos Nuevo y del Huevo. Aparece una flota francesa con 2000 hombres de refuerzo, pero decide no enfrentarse a Requesens y desembarca a su gente en Liorna. Montpensier se ve obligado a retirarse hacia Salerno, y Nápoles cae en poder de los españoles.
El monarca Fernando II de Nápoles (r. 1495-96) falleció en octubre de 1496 y la reina Juana de Trastámara solicitó ayuda a Gonzalo y sus tropas para la coronación de su hijo Federico I (r. 1496-1501) como nuevo rey napolitano.
Quedan en manos francesas Gaeta y Tarento. Requesens organiza dos escuadras, una con cuatro carracas y cinco naos que bloquea Gaeta, y otra con cuatro naos, una carabela y dos galeras para guardar la costa e interceptar socorros a los franceses. Esta última apresó una nave genovesa con 300 soldados y cargamento de harina. Los venecianos cooperaban vigilando los puertos de Génova y Provenza. En las filas francesas se declara la peste, de la que fallece Montpensier con muchos de sus soldados. Gaeta se ve obligada a capitular, pudiendo llevarse los franceses todas sus pertenencias. Embarcan hacia Francia, pero un furioso temporal hunde sus naves.
Una vez asegurado el Reino de Nápoles para Federico I, reúne a sus tropas con intención de disolverlas, pero en febrero de 1497 el papa Alejandro VI le solicitó auxilio. Un tal Menaldo Guerra, corsario vizcaíno, se había apoderado de Ostia y su castillo bajo bandera francesa, cerrando el río Tíber y sometiendo a contribución a Roma. 
Durante cinco días las baterías españolas martillearon las fortificaciones hasta abrir brechas en las murallas. El Asedio de Ostia permitió que Menaldo Guerra y sus secuaces se entregaron como prisioneros sin ofrecer resistencia. Pocos días después el Gran Capitán era aclamado en Roma. Al recibir al general español, Alejandro VI se atrevió a acusar a los Reyes Católicos de hallarse mal dispuestos con él; pero Gonzalo replicó enumerando los grandes servicios que a la causa de la Iglesia habían prestado los reyes y tachó al Pontífice de ingrato y le aconsejó en tono brusco que reformara su vida y costumbres pues las que llevaba causaban gran escándalo en la cristiandad. A pesar de esta reprimenda Alejandro VI concede a Fernández de Córdoba la Rosa de Oro y el Estoque bendito.
Después de tres años de campaña, en 1498 regresan las tropas a Castilla, dejando el Reino de Nápoles en manos de Federico I, quien le agradeció sus servicios con los títulos de duque de Santángelo y duque de Terranova, así como numerosos terrenos en tierras italianas. Además, tras la toma de Roccaguglielma, sus propios soldados e incluso los franceses que la habían defendido comenzaron a darle el sobrenombre de El Gran Capitán.

## Acuerdo con Francia y alianza contra los otomanos
Fernando II de Aragón y Luis XII de Francia firman en 1500 un tratado reservado (el Tratado de Chambord-Granada) repartiéndose el reino de Nápoles, adjudicando al francés las provincias de Labor y los Abruzos, con los títulos de rey de Nápoles y de Jerusalén y el aragonés resto, con el título de duque de Apulia y de Calabria.
Coincide el acuerdo reservado con una petición de ayuda de Venecia, cuya plaza de Modón, en el Peloponeso (Grecia), está siendo atacada por el Imperio otomano. Por parte española se prepara en Málaga una armada de 60 velas que transporta 8000 hombres de infantería y caballería, que manda Gonzalo Fernández de Córdoba como capitán general de mar y tierra. Llegan las naves a Mesina, después de una penosa travesía, pues llegó a escasear el agua, muriendo algunos hombres y muchos caballos. En Mesina se unen a la expedición unos 2000 soldados españoles que se habían quedado en Italia en la expedición anterior, y varias naves vizcaínas, entre las que es de suponer que estaba la de Pedro Navarro.
El 27 de septiembre se hacen a la mar, llegando el 2 de octubre a tiempo para socorrer Candía. Se une a la expedición la flota veneciana y dos carracas francesas con 800 hombres. Acuerdan tomar Cefalonia, comenzando el asedio a la isla el 8 de noviembre y terminando el 24 de diciembre con la conquista de la fortaleza de San Jorge. Vuelven a Sicilia con muchas penalidades y algunos motines debido a la escasez, aunque rubricando la primera victoria cristiana en una guerra contra los otomanos que tardará en deparar más éxitos.

## Segunda expedición a Italia

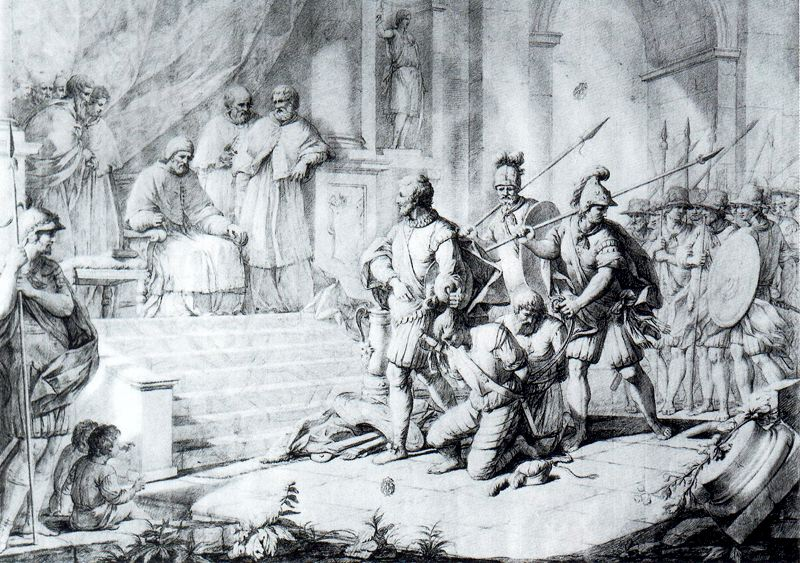
El Gran Capitán ante el papa Alejandro VI arrastrando al derrotado Menaldo Guerra. Obra de Zacarías González Velázquez.

En 1501 el Papa Alejandro VI hizo público el acuerdo secreto entre Francia y Aragón, y los franceses ocuparon su parte con 20 000 hombres, encontrando resistencia solo en Capua. El monarca aragonés ordena al Gran Capitán ocupar su parte, topándose con resistencia en el puerto de Tarento. La plaza, defendida por el duque Fernando de Calabria, estaba bien fortificada y defendida, por lo que se establece el asedio de Tarento y el bloqueo naval, apresando el Juan de Lezcano, apresó una nave con artillería y municiones para la plaza.
Ante la imposibilidad de hacerlo por mar, debido a las fuertes defensas, Fernández concibió la táctica de tomar 20 de sus carabelas y àsarlas por tierra a la bahía interior de Tarento, para atacar la plaza por donde no tenía defensas. No fue necesaria ninguna acción bélica posterior, ya que los defensores tan impactados por el giro que se rindieron poco después. En 1502, el Gran Capitán entró en Tarento, con lo que españoles y franceses han ocupado cada uno su parte del reino de Nápoles.

### Expulsión francesa de Nápoles

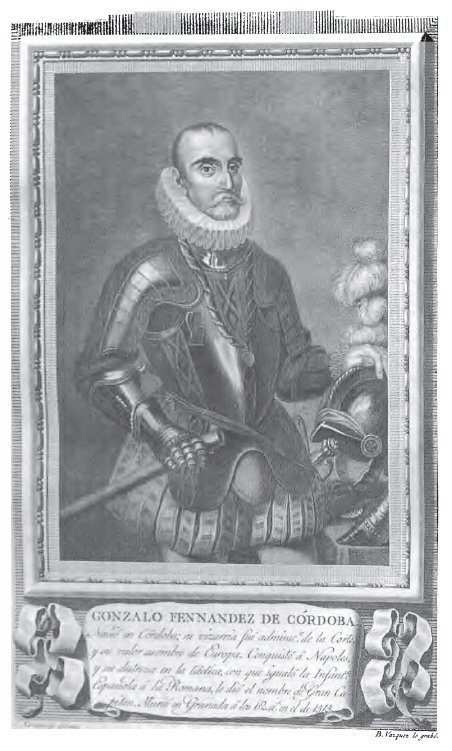
El Gran Capitán, grabado de Bartolomé Vázquez por dibujo de José Jimeno en Retratos de españoles ilustres (1791).

Desde el principio se produjeron roces entre españoles y franceses por el reparto de Nápoles, que desembocaron en la reapertura de las hostilidades. La superioridad numérica francesa obligó a Gonzalo Fernández de Córdoba a utilizar su genio como estratega, concentrándose en la defensa de plazas fuertes a la espera de refuerzos. A finales de 1502 los españoles se atrincheran en Barletta, en la costa adriática. El Gran Capitán rehúsa la batalla campal, pese al descontento de sus soldados, pero organiza una defensa activa (hostiga al enemigo y ataca sus líneas de comunicación). Durante el asedio francés a Barletta tiene lugar el torneo caballeresco conocido como Desafío de Barletta.
Cuando llegan refuerzos y comprueba que los franceses han cometido el error de dispersarse, da la orden de abandonar Barletta y pasa a la ofensiva. Toma la ciudad de Ruvo di Puglia y logra la victoria en la batalla de Ceriñola, en la que engaña y aplasta a las tropas del Generalísimo francés, Luis de Armagnac, duque de Nemours, dejando en pocos minutos 3000 cadáveres suizos y franceses tendidos en el campo de batalla. Esta victoria, la primera de la historia en ser obtenida mediante la fuerza de las armas de fuego ligeras, coincide con la del ejército español que se encuentra al mando de Fernando de Andrade, contra las tropas francesas de Bérault Stuart d'Aubigny en la batalla de Seminara.

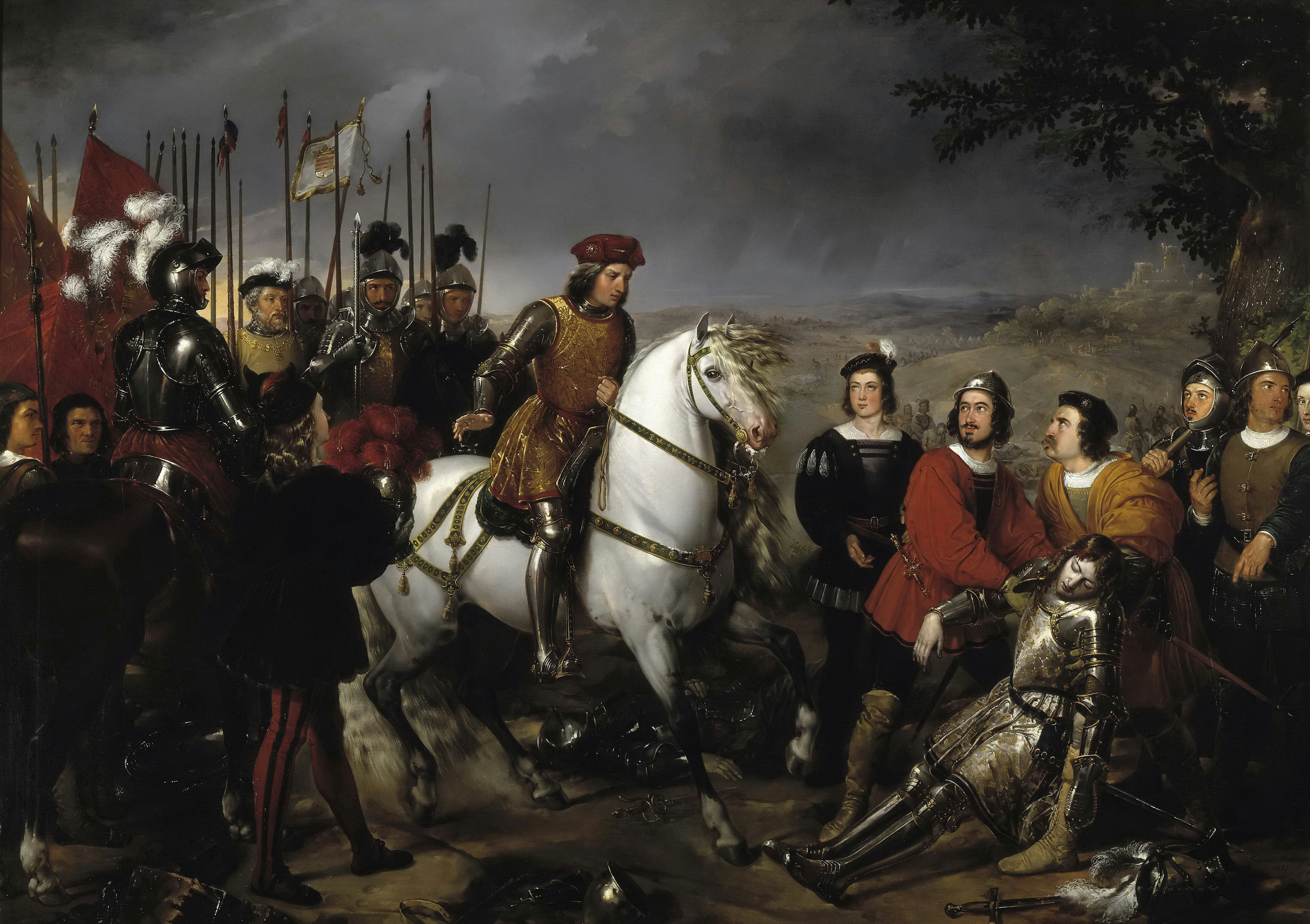
El Gran Capitán observa el cadáver del Duque de Nemours tras la batalla de Ceriñola. Obra de Federico Madrazo.

La guerra no estaba aún terminada y poco después Gonzalo Fernández de Córdoba tomó las fortalezas de Castel Nuovo y Castel dell'Ovo. El resto de tropas francesas marcha a Gaeta en espera del envío de refuerzos. Luis XII envía otro gran ejército al mando del mariscal Louis II de la Trémoille (30 000 soldados, incluidos 10 000 jinetes y numerosa artillería). El Gran Capitán no pudo tomar Gaeta y montó una línea defensiva en el río Garellano, apoyándose en los castillos de Montecassino y Roca Seca, para cerrar el paso francés hacia la capital napolitana. La Tremouille cae enfermo y le sustituye Francisco II Gonzaga, duque de Mantua, al que sustituirá más tarde Ludovico II, marqués de Saluzzo. La noche del 27 de diciembre de 1503 el ejército español cruza el Garellano sobre un puente de barcas y sorprende al día siguiente al ejército francés que huye en desbandada. Los franceses dejaron en el campo de batalla varios millares de hombres, se calcula que tres o cuatro, con todos sus bagajes, las banderas y la artillería. Las bajas españolas no se conocen pero también debieron de ser elevadas. Al día siguiente el Gran Capitán estaba ya dispuesto para asaltar las alturas de Monte Orlando, que dominaba la plaza de Gaeta, pero antes de que la artillería disparara se presentó un mensajero del marqués de Saluzzo proponiendo la capitulación. Esta capitulación fue sorprendente porque el ejército francés contaba con numerosas tropas aún, la plaza estaba provista de artillería, contaba con víveres para diez días y la flota francesa estaba fondeada en la bahía para abastecerlos y mantener las comunicaciones con el exterior. Sin embargo, las tropas francesas se encontraban totalmente desmoralizadas. Tras la batalla de Garellano y la toma de Gaeta los franceses abandonaron Nápoles.

## Virrey de Nápoles (1504-1507)

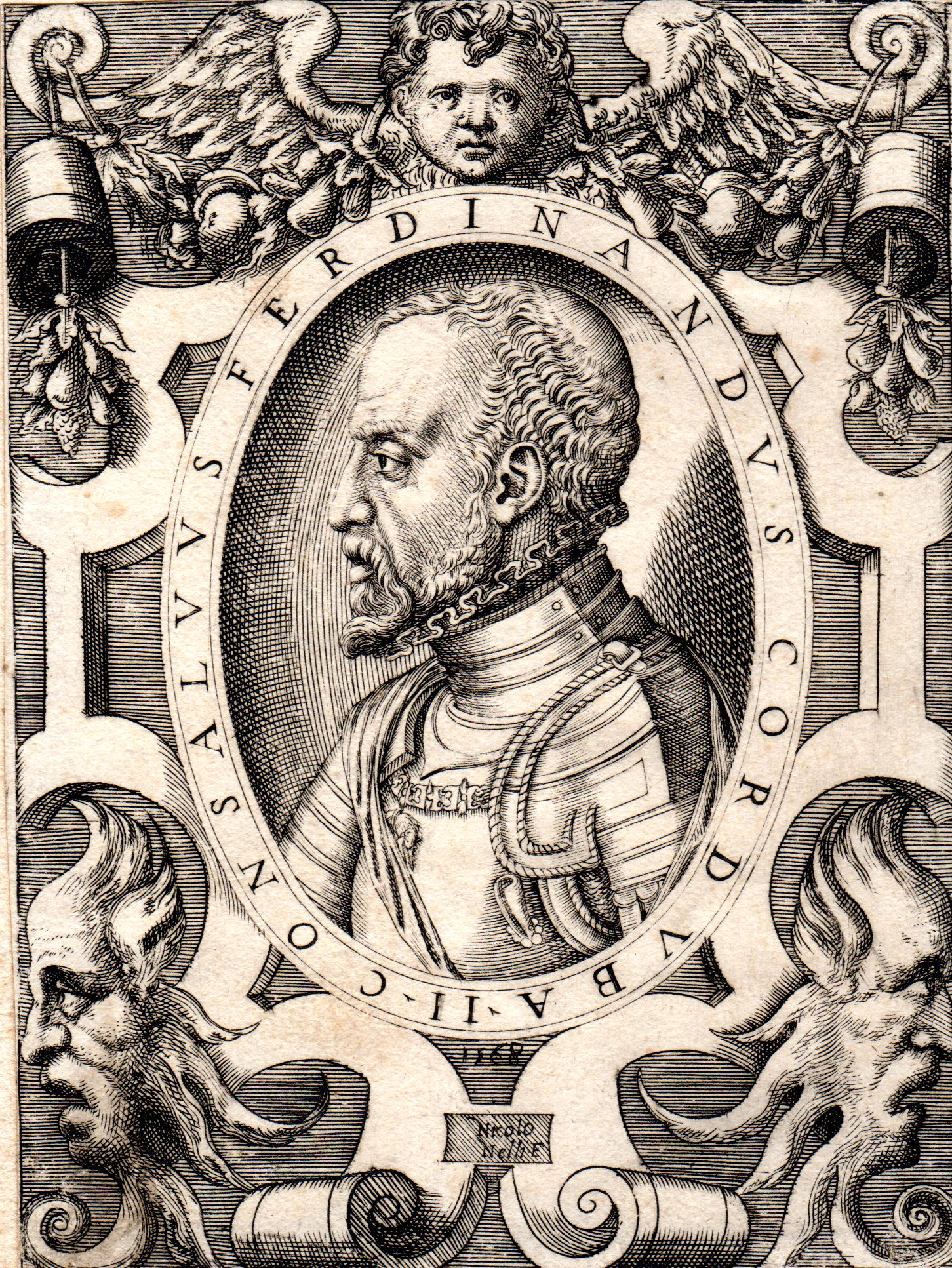
Retrato del Gran Capitán en un manuscrito de Nicolo Nelli (1568).

Terminada la guerra, Fernández de Córdoba gobernó como virrey en Nápoles durante cuatro años, con toda la autoridad de un soberano. Fue instrumento del envío a España como prisionero en 1504 de César Borgia, hijo del Papa español Alejandro VI (Rodrigo Borgia) para su custodia en Chinchilla. Pero al escapar este en 1506 a Navarra y pasar de haber sido obispo de Pamplona en su infancia gracias a su padre, a ser ahora condestable de Navarra por su cuñado el rey consorte Juan III de Albret, marido de la reina titular de Navarra Catalina I de Navarra, quienes luchaban por evitar la absorción de su pequeño reino por una coalición navarro-castellano-aragonesa, César Borgia perdería la vida en la Batalla de Viana en marzo de 1507. Los beamonteses navarros verían más de un 80% del territorio del reino incorporado a los dominios de Fernando II de Aragón y de su nueva y joven esposa Germana de Foix en 1512 tal como propugnaban y en el interregno 1516-1520 a los de su nieto.
Un importante miembro del Consejo Real de Juan III de Albret, colega de César Borgia, fue precisamente el padre del luego famoso Jesuita San Francisco Javier, enviado por el Fundador de la Orden San Ignacio de Loyola a India y Japón para evangelizar por los privilegios papales concedidos a los portugueses e implantados en la Cancillería para Asuntos de Oriente en Lisboa del Rey Juan III de Portugal "El Piadoso".

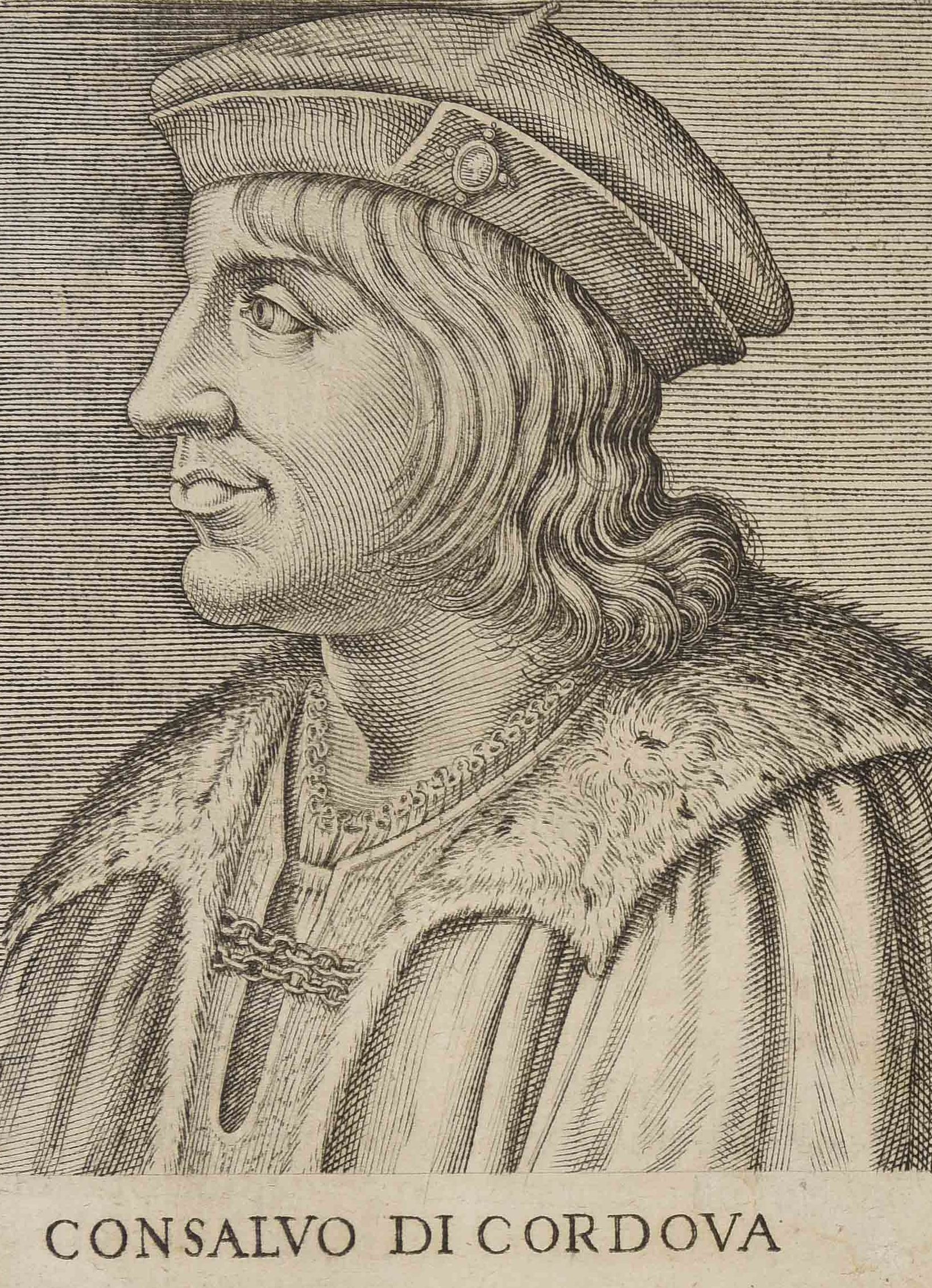
Gonzalo Fernández de Córdoba como virrey de Nápoles.

Fernández de Córdoba obró con presteza durante años para dirimir entre las distintas facciones italianas, pero no pudo impedir el surgimiento de enemigos políticos entre sus propios lugartenientes, entre los que se hallaron Prospero Colonna y Bartolomeo, de las familias rivales Colonna y Orsini respectivamente, que no se contentaban con la administración castellana. También hubo de enfrentarse a la doblez de Pedro Navarro y Giambattista Spinelli. A la muerte de Isabel la Católica, el rey Fernando se hizo eco de ciertos rumores que acusaban a Fernández de Córdoba de apropiación de fondos de guerra durante el conflicto italiano, además de maledicencias, alimentadas por Colonna y otros adjuntos, de que podría pensar en alzarse contra la corona gracias al gran poder y notoriedad adquiridos.
A pesar de ello, el Gran Capitán defendió los intereses de los itálicos ante las implicaciones del Tratado de Blois entre Fernando y Luis XII de Francia contra Felipe el Hermoso, por el que peligraban los intereses italoespañoles al insinuarse la devolución de mucho de lo ganado en las guerras contra los franceses. También se habló de la posibilidad de casar a su hija Elvira con Federico Colonna para restablecer relaciones con su familia. Su reputación no mejoró a ojos de Fernando, ya que además Córdoba detentaba contactos con el emperador Maximiliano I, padre de Felipe, lo que contribuía a perfilarle como un fuerte apoyo felipista. Estos temores terminaron por ser infundados, ya que Gonzalo permaneció al servicio de Fernando tras la temprana muerte de Felipe.
En 1507, Fernando recompensó la aparente lealtad del virrey con el ducado de Sessa. Gonzalo formó parte del séquito de Fernando en su cuentro con Luis XII, en el que el monarca francés le invitó a la mesa y le dedicó grandes alabanzas, pero esto tuvo el efecto de volver a alejarle del favor del rey católico, ya que reavivó los temores de Fernando de que el Gran Capitán podría traicionarle en favor de Luis; no en vano la República de Venecia había presuntamente tratado de captar al militar castellano ese mismo año. Se cree que volver a encizañar sus relaciones era lo que el rey de Francia pretendía con el encuentro. Al año siguiente, Fernando destituyó del mando a Gonzalo con el pretexto de ascenderle a comendador de la Orden de Santiago en Castilla.

## Tentativas de independencia
El fulminante cese de su cargo como virrey de Nápoles terminó con su etapa italiana, ocasionando su retorno a una España todavía en litigio con Maximiliano por la herencia castellana del príncipe Carlos de Gante. A pesar de sus desavenencias, Pedro Navarro volvió al séquito del Gran Capitán, que incluía a militares como Diego García de Paredes, Fernando de Andrade, Antonio de Leyva y Gonzalo Pizarro y sus hijos. Fernández necesitaría apoyos, especialmente después de que Fernando le reemplazase en su círculo interno por Fadrique Álvarez de Toledo, Duque de Alba, y los encontraría en Bernardino Fernández de Velasco, llamado el Gran Condestable a su vez.
El temor del rey católico a una rebelión italiana encabezada por el Gran Capitán, nunca despejados a pesar de todo, volvió como consecuencia de rumores infundados de que Gonzalo pretendía casar a su hija Elvira, novia codiciada por su influencia, con Fernando de Aragón, duque de Calabria y heredero al trono de Nápoles antes de que se le fuera arrebatado. Así mismo, Maximiliano y el Papa Julio II lanzaban jugosas ofertas a Fernández de Córdoba para que liderase sus ejércitos en la Liga de Cambrai contra Venecia, no sólo debido a su fama como estratega, sino también porque sus muchos feudos y redes de contactos en Nápoles le convertían en un activo estratégico internacional. Por otro lado, la propia Venecia también requería su presencia. Estas negociaciones, de las que se habría encargado la propia esposa del castellano, María Manrique, no llegaron a término.

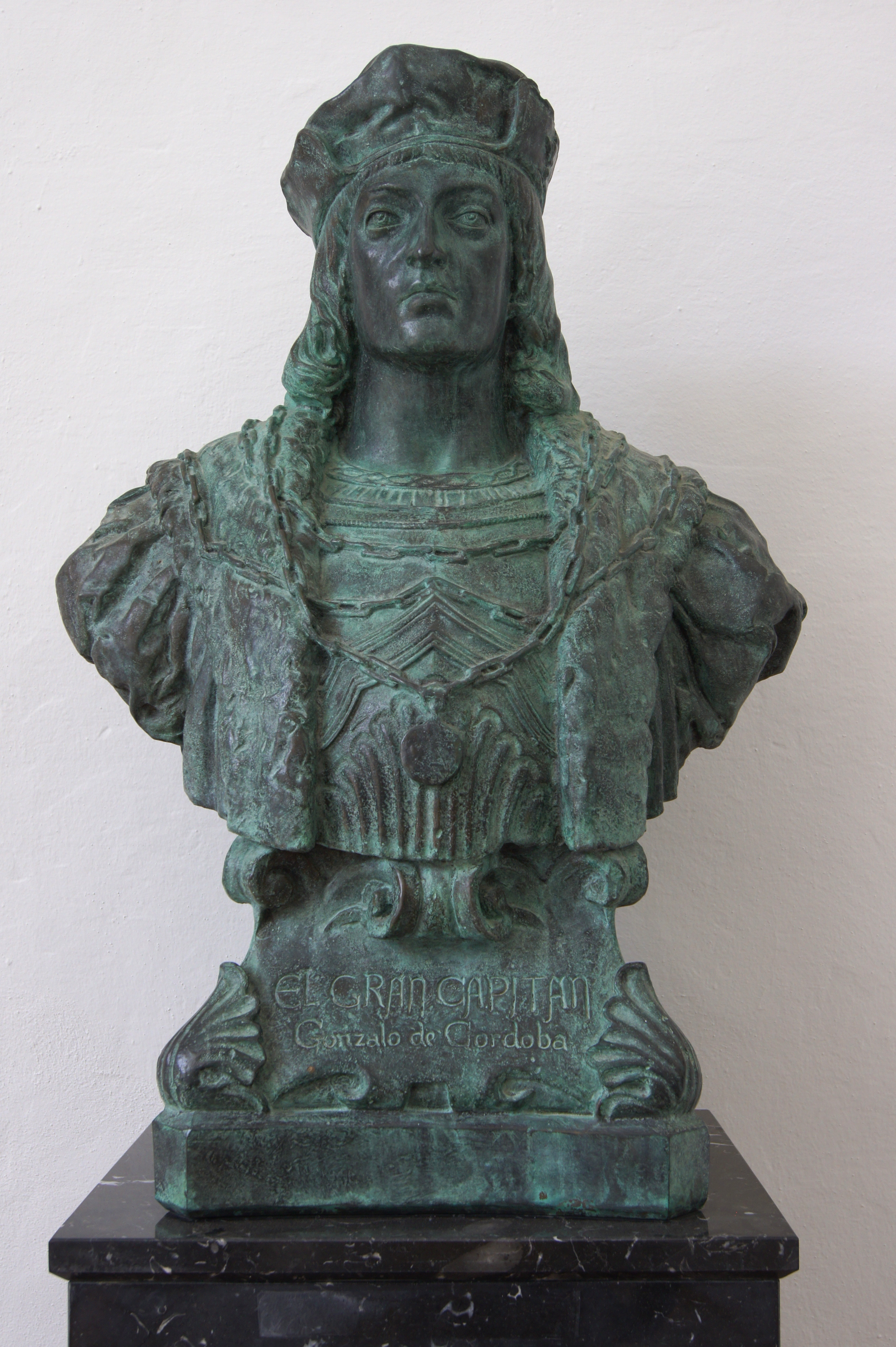
Busto del Gran Capitán.

Por esta época, un intento de agasajarle incluso en incumplimiento de su promesa de la Orden de Santiago, Fernando le concedió la alcaldía de Loja el 15 de julio de 1508, adonde Gonzalo se retiró. Allí el capitán estableció una especie de observatorio nacional e internacional para seguir los acontecimientos del reino, en el que incluso se carteaba con el cardenal Cisneros y recibió al historiador Francesco Guicciardini, hecho que enfureció al monarca. La revuelta nobiliaria de su sobrino, el I marqués de Priego, fue la nueva causa de ruina diplomática entre el rey y el general, así como la excusa para que Fernando el Católico destruyera el castillo de Montilla, donde había nacido el propio Gonzalo. Este hecho fue visto como un acto de enemistad entre ellos, incluso aunque el rey afirmó no culpar a Gonzalo de los hechos de su sobrino.
En 1508, por medio de Antonio Spínola, su agente en la Casa de Spínola, el Gran Capitán hizo llegar a Venecia una sorprendente misiva en la que se ofrecía a la república como general y estadista en su conflicto con la Liga de Cambrai, afirmando poder levantar Nápoles para sí, incluso aunque debiera compartir el mando de la guerra con su antiguo enemigo y teniente Bartolomeo d'Alviano, capitán veneciano. Esta proyecto, de haberse llevado a cabo, habría supuesto un verdadero acto de rebelión contra Castilla y Aragón, así como una ruptura con Maximiliano, y el establecimiento de un protectorado napolitano bajo el mando del Gran Capitán. Sin embargo, al derrumbarse el ejército veneciano en la Batalla de Agnadello, de nuevo las propuestas quedaron en papel mojado.
Con la ruptura entre Francia y la Liga en 1510, Gonzalo se ofreció como estratega antifrancés a Julio II, opción que Maximiliano aprobó, pero el Papa no se expuso a las implicaciones políticas de aceptar, ya que al parecer Luis XII había arrancado de Fernando el Católico, aliado papal, la promesa de que el Gran Capitán no intervendría en aquella guerra. Sólo la destrucción del ejército castellano en la Batalla de Rávena, perdido por la incompetencia del virrey Ramón de Cardona y la pericia del general francés Gastón de Foix, hizo cambiar las opiniones en España. El Gran Capitán comenzó a preparar una armada para vengar la derrota, pero fue cancelada por el fin temprano del conflicto. Ya no volvió a desempeñar ninguna función militar, desoyendo la siguiente petición de Fernando de servir como asesor en 1513.

## Fallecimiento

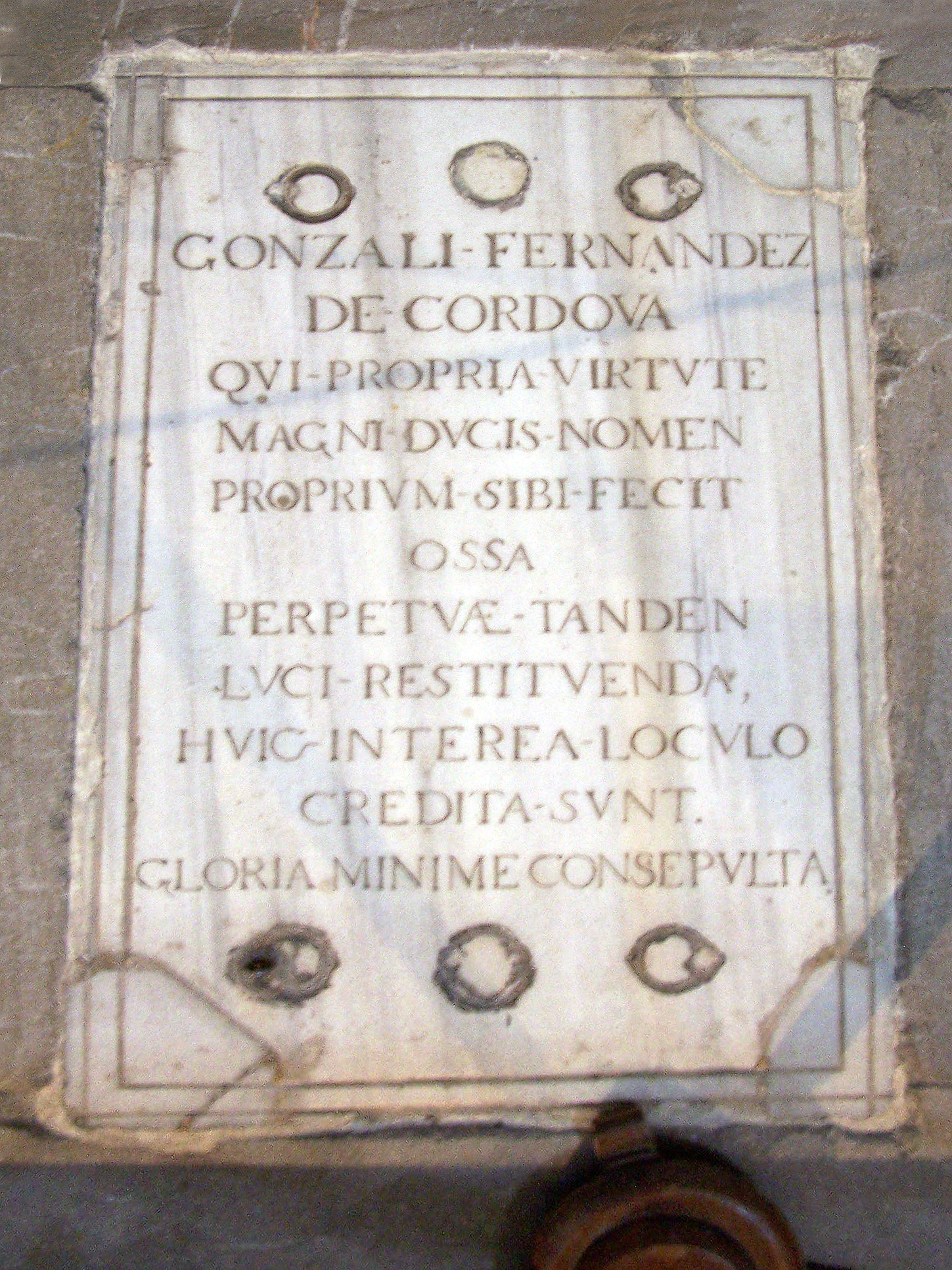
Lápida de la tumba del Gran Capitán en el Monasterio de San Jerónimo de Granada.

Tras sus últimos años en Loja, sintiéndose enfermo, regresó a Granada con su familia a principios de agosto de 1515. El rey Fernando, creyendo había oído nuevos rumores de que el Gran Capitán pensaba viajar a Flandes para encabezar una revuelta con el fin de instalar a Carlos de Gante en Castilla, por lo que planeó arrestarle, pero Fernández de Córdoba murió el 2 de diciembre. Sus restos reposaron temporalmente en el desaparecido convento granadino de San Francisco, mientras que se efectuaban las obras para su traslado al monasterio de San Jerónimo, hecho que finalmente ocurrió, tras el permiso del ahora conocido como Carlos I, en 1522. En la cripta acabarían reposando también su esposa y varios familiares más, con más de 700 trofeos de guerra.

## Exhumaciones
En 1810, durante la Guerra de independencia, las tropas francesas del general Horace Sebastiani profanaron su tumba, mutilando sus restos y quemando las 700 banderas. Sebastiani, en su huida de España en 1812, se llevó su calavera y una probable copia de su espada de gala, objetos que aún hoy permanecen en paradero desconocido.
En 1835 los restos que quedaban sufrieron una nueva exhumación tras la desamortización española, aunque un monje pudo custodiarlos y entregarlos a la familia Láinez y Fuster, miembros de la Academia de Nobles Artes, quienes lo entregaron a la Comisión de Monumentos y estos, al gobernador civil. Unos años más tarde, en 1848, el general Fermín de Ezpeleta se interesó por los huesos y, tras un informe médico completo, descubrió que el cadáver estaba incompleto, mezclado con otros cuerpos y había multitud de objetos en la cripta. En 1868 fueron trasladados a la iglesia de San Francisco el Grande en Madrid, donde estaba proyectado un panteón de españoles ilustres; sin embargo, una vez fallido este objetivo, los restos regresaron a su cripta en el monasterio de San Jerónimo de Granada.
En 2006, una investigación del Instituto Andaluz del Patrimonio Histórico concluyó que los restos no pertenecen al Gran Capitán.

## ElArte de la Guerradel Gran Capitán

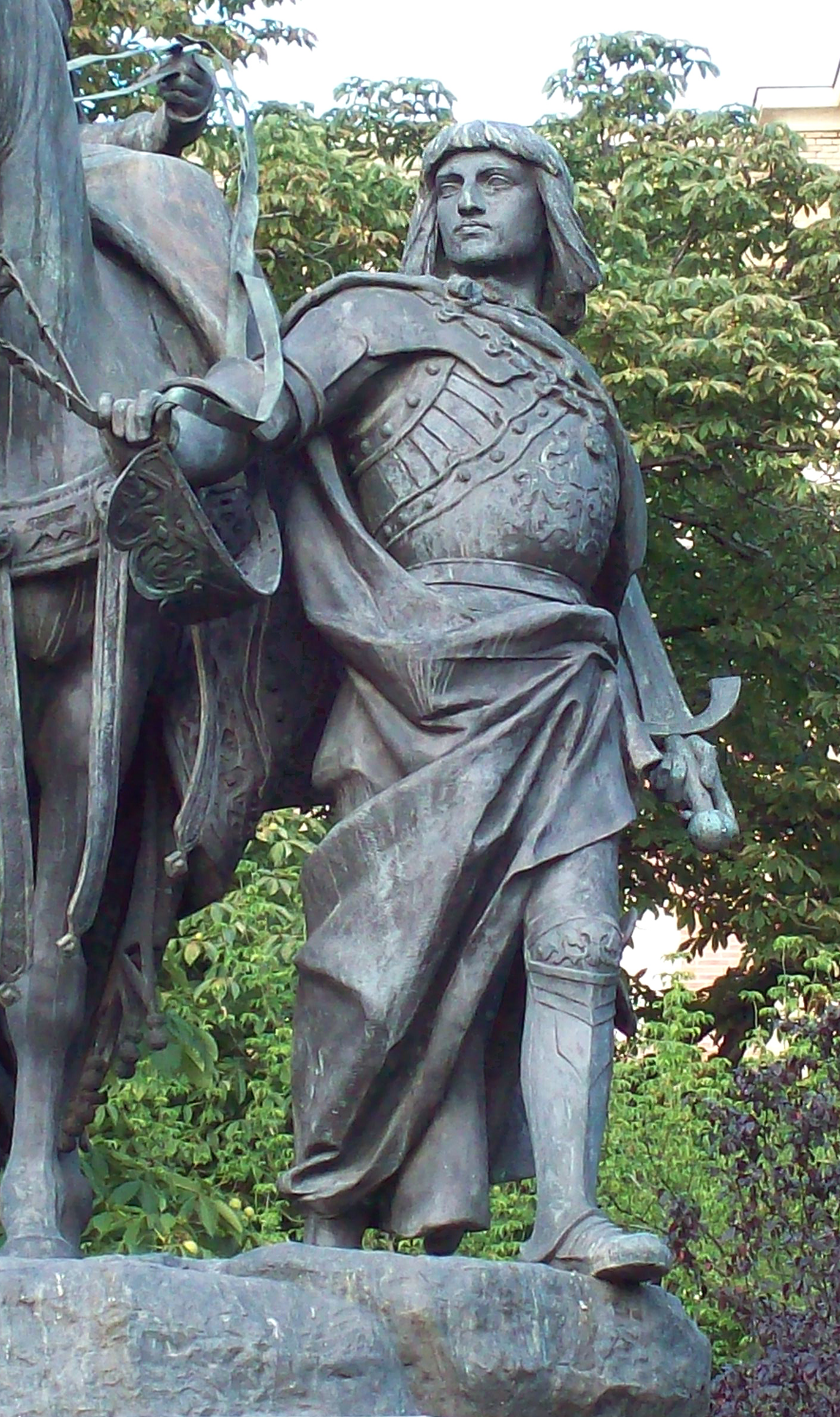
Estatua del Gran Capitán en Madrid (Manuel Oms, 1883).

El Gran Capitán fue un genio militar excepcionalmente dotado, que por primera vez manejó combinadamente la infantería, la caballería, y la artillería aprovechándose del apoyo naval. Supo mover hábilmente a sus tropas y llevar al enemigo al terreno que había elegido como más favorable. Revolucionó la técnica militar mediante la reorganización de la infantería en coronelías (embrión de los futuros tercios). Idolatrado por sus soldados y admirado por todos, tuvo en su popularidad su mayor enemigo.
La combinación de las operaciones de combate permitió a Gonzalo Fernández de Córdoba, en el transcurso de las guerras de Italia, introducir varias reformas sucesivas en el ejército español, que desembocaron en el Tercio. La primera reorganización fue en 1503. Gonzalo creó la división con dos coronelías de 6000 infantes cada una, 800 hombres de armas, 800 caballos ligeros y 22 cañones. El general tenía en sus manos todos los medios para llevar el combate hasta la decisión. Gonzalo de Córdoba dio el predominio a la infantería, que es capaz de maniobrar en toda clase de terrenos. Dobló la proporción de arcabuceros, uno por cada cinco infantes, y armó con espadas cortas y lanzas arrojadizas a dos infantes de cada cinco, encargados de deslizarse entre las largas picas de los batallones de esguízaros suizos y lansquenetes y herir al adversario en el vientre.
Dio a la caballería un papel más importante para enfrentarse a un enemigo «roto» (persecución u hostigamiento) que para «romperlo» quitándole el papel de reina de las batallas que había tenido hasta entonces. Sustituyó la guerra de choque medieval por la táctica de defensa-ataque dando preferencia a la infantería sobre todas las armas.
Puso en práctica, además, un escalonamiento en profundidad, en tres líneas sucesivas, para tener una reserva y una posibilidad suplementaria de maniobra. Gonzalo Fernández de Córdoba facilitó el paso de la columna de viaje al orden de combate fraccionando los batallones en compañías, cada una de las cuales se colocaba a la altura y a la derecha de la que le precedía, con lo que se lograba fácilmente la formación de combate. Adiestró a sus hombres mediante una disciplina rigurosa y formó su moral despertando en ellos el orgullo de cuerpo, la dignidad personal, el sentido del honor nacional y el interés religioso. Hizo de la infantería española aquel ejército formidable del que decían los franceses después de haber luchado contra él, que «no habían combatido con hombres sino con diablos».

## Cuentas del Gran Capitán
Aunque puede que no sea más que una leyenda, se cuenta que el rey Fernando el Católico pidió a don Gonzalo cuentas de en qué había gastado el dinero de su reino. Esto habría sido visto por este como un insulto. De la respuesta hay varias versiones, la más común diría:

Por picos, palas y azadones para enterrar a los muertos del enemigo, cien millones de ducados; por limosnas para que frailes y monjas rezasen por los españoles, ciento cincuenta mil ducados; por guantes perfumados para que los soldados no oliesen el hedor de la batalla, doscientos millones de ducados; por reponer las campanas averiadas a causa del continuo repicar a victoria, ciento setenta mil ducados; y, finalmente, por la paciencia de tener que descender a estas pequeñeces del rey a quien he regalado un reino, cien millones de ducados.

Cierta la anécdota o no, la expresión las cuentas del Gran Capitán ha quedado como frase hecha para una relación poco pormenorizada, en la que los elementos que la integran parecen exagerados, o para una explicación pedida por algo a la que no se tiene derecho.

## Ficción
| Año  | Serie      | Actor           |
| ---- | ---------- | --------------- |
| 2014 | Isabel     | Sergio Peris    |
| 2011 | Los Borgia | Scott Cleverdon |